# Lleida Club de Futbol
El Lleida Club de Futbol (anteriormente conocido como Club Lleida Esportiu) es un club de fútbol español de la ciudad de Lérida, Cataluña. Fue fundado en 2011 después de la desaparición de la antigua Unió Esportiva Lleida. Conserva los mismos colores que su predecesor y también juega sus partidos como local en el Camp d'Esports. Actualmente juega en Tercera Federación.
Desde 2022, su presidente es el empresario gallego y exjugador de la Unió Esportiva Lleida, Luis Pereira, que ha asumido la gestión del club desplegando un ambicioso proyecto para reflotar el equipo y las instalaciones e impulsar el progresivo ascenso de la categoría para conseguir recuperar los mejores tiempos, tanto a nivel deportivo como social, del Lleida Esportiu.

## Historia
En mayo del 2011 se procede a la disolución de la Unió Esportiva Lleida y a la subasta de la unidad productiva al mejor postor, es decir, el componente de jugadores, empleados y derechos federativos en Segunda División B, significando la desaparición de la sociedad tras 72 años de existencia.

### Los primeros pasos de la nueva entidad
Durante los días 16 al 20 de junio de 2011 se abre el plazo de inscripciones para la subasta partiendo con sesenta y siete mil trescientos euros, presentando Anabel Junyent una oferta de setenta mil euros por la unidad y un millón de euros de aval, mientras el Grup Ciutat de Lleida, presenta una oferta de sesenta y ocho mil euros por la unidad y seiscientos mil euros de aval, aprobando el remate el secretario judicial y dando un plazo hasta el 6 de julio para hacerse efectivo tras quedar las cantidades ofertadas en consigna.
El 30 de junio Anabel Junyent inscribe en la RFEF al nuevo Lleida 1939 SAD como requisito previo, mientras que el otro grupo en discordia hace una reserva de inscripción en favor del Lleida Esportiu. Llegados al 6 de julio y ante la sorpresa de muchos, Anabel Junyent no consigue el aval prometido y acude al Juzgado Mercantil con tan solo trescientos cuarenta mil euros, suscritos a su nombre en lugar del club inscrito, decretando el secretario judicial dejar sin efecto la subasta y adjudicando la unidad productiva, a quien se le da un día de plazo para hacer efectiva la cantidad comprometida, con lo cual Junyent pierde los setenta mil euros de la oferta consignados que pasan a formar parte de la unidad productiva.
El 11 de julio el Grupo Ciutat de Lleida, representado por Albert Esteve presenta en el juzgado mercantil los seiscientos mil euros de aval (doscientos mil euros anuales renovables por tres años) y la documentación necesaria para hacerse con la unidad productiva. Finalmente, el 12 de julio el secretario judicial otorga definitivamente la unidad productiva al Grup Ciutat de Lleida, y por consiguiente su plaza en Segunda División B.
Tras esto, el club ilerdense presenta una diligencia judicial para que se le garantice una plaza en la categoría de bronce y negocia con la RFEF su readmisión. Sisco Pujol presenta su dimisión irrevocable el 14 de julio por no conseguir el cincuenta y uno por cien de poder en la junta directiva recién estrenada, quedando Albert Esteve como presidente en funciones del nuevo club hasta que se elija una nueva junta. La RFEF accede a inscribir en Segunda División B definitivamente el 20 de julio al nuevo Lleida Esportiu pese a sus reservas iniciales, dado que la decisión judicial impera sobre la deportiva. De esta manera nace una nueva sociedad sucesora de la ya desaparecida U.E. Lleida SAD, conservando los colores de aquella y disfrutando de las ayudas consistoriales y uso del Camp d’Esports.

### La búsqueda de estabilidad
La temporada 2020/2021 es la última de la Segunda División B y dará paso a una reestructuración de las competiciones dependientes de la RFEF. Por ello cambia la estructura de competición que se celebrará en dos fases. Para la primera fase el Lleida queda encuadrado en el Grupo III Subgrupo A y quedará en séptima posición, lo que le dará acceso a jugar la segunda fase para conseguir el ascenso a Primera Federación. En esta segunda fase juega en el Grupo III - D y queda en cuarta posición, no consiguiendo el ascenso, por lo que el Esportiu se convirtió en uno de los clubes fundadores de la nueva Segunda División RFEF.
En la temporada inaugural de la Segunda RFEF el Lleida finalizó la fase regular en la quinta posición del Grupo III, logrando clasificarse a la promoción de ascenso a Primera RFEF, aunque cayendo eliminado en la semifinal por el Sestao River que avanzó de ronda por su mejor posición en la fase regular tras empatar a cero goles en el partido. Para la siguiente edición el Lleida tuvo un desempeño regular finalizando en la novena posición, quedando a 6 puntos de la eliminatoria. Para el ciclo 2023-24 el Lleida Esportiu finalizó en quinto lugar de su grupo volviendo a la promoción de ascenso, aunque fue eliminado en la semifinal por el Yeclano Deportivo.

### Crisis en la entidad
En abril de 2024 el club anunció su cambio de nombre a Lleida Club de Futbol debido a la impugnación judicial del uso del nombre Lleida Esportiu por parte de un tercero. Sin embargo, para la temporada 2024-25 el club mantuvo el nombre Lleida Esportiu ante la RFEF. En esa temporada el equipo logró salvar la categoría en las últimas jornadas del campeonato finalizando en la decimotercera posición del Grupo III, aunque evitando jugar el torneo por la permanencia al ser el decimotercer clasificado con la mayor cantidad de puntos conseguidos durante la fase regular.
En el plano institucional el club entró en una crisis debido a la negativa de la Paeria a apoyar al equipo en el uso del Camp d'Esports, ya que el ayuntamiento quería un alquiler compartido del inmueble con el nuevo proyecto del Atlètic Lleida, algo que la directiva del Lleida CF buscaba evitar a toda costa. Por otro lado, el equipo se encontraba en problemas financieros debido a una fuerte deuda contraída con las administraciones públicas y a la falta de acuerdo con patrocinadores para su financiación. Durante el mes de junio de 2025 se dio a conocer la precaria situación de los jugadores del club, quienes llevaban meses sin recibir salarios, lo que saltó incluso a medios nacionales. Finalmente, el 2 de julio la RFEF decretó el descenso administrativo del Lleida Club de Futbol a Tercera Federación ante la situación de deudas e impagos del equipo azul, sacando a subasta la plaza que el cuadro ilerdense había logrado mantener en Segunda Federación.
Después del descenso administrativo a Tercera el club entró en un concurso de acreedores con el objetivo de asegurar su continuidad, tras esto se nombró a un administrador externo para controlar los gastos e ingresos del equipo, lo que permitió que el club ilerdense pudiera inscribirse en la quinta categoría del balompié estatal.

## Entrenadores
| Temporada | Entrenador                |
| --------- | ------------------------- |
| 2011-12   | Emili Vicente             |
| 2012-13   | Toni Seligrat             |
| 2013-14   | Toni Seligrat             |
| 2014-15   | Imanol Idiakez            |
| 2015-16   | Imanol Idiakez            |
| 2016-17   | Gustavo Siviero           |
| 2017-19   | Gerard Albadalejo Castaño |
| 2019      | Juan Carlos Oliva         |
| 2019-20   | Manuel Jesús Casas García |
| 2021-22   | Gabri García              |
| 2022      | Pere Martí Castelló       |
| 2022-23   | Toni Seligrat             |
| 2023-24   | Ángel Viadero             |
| 2024-     | Marc Garcia Puig          |

## Presidentes
| Año             | Presidente   |
| --------------- | ------------ |
| 2022-Actualidad | Luis Pereira |

## Estadio

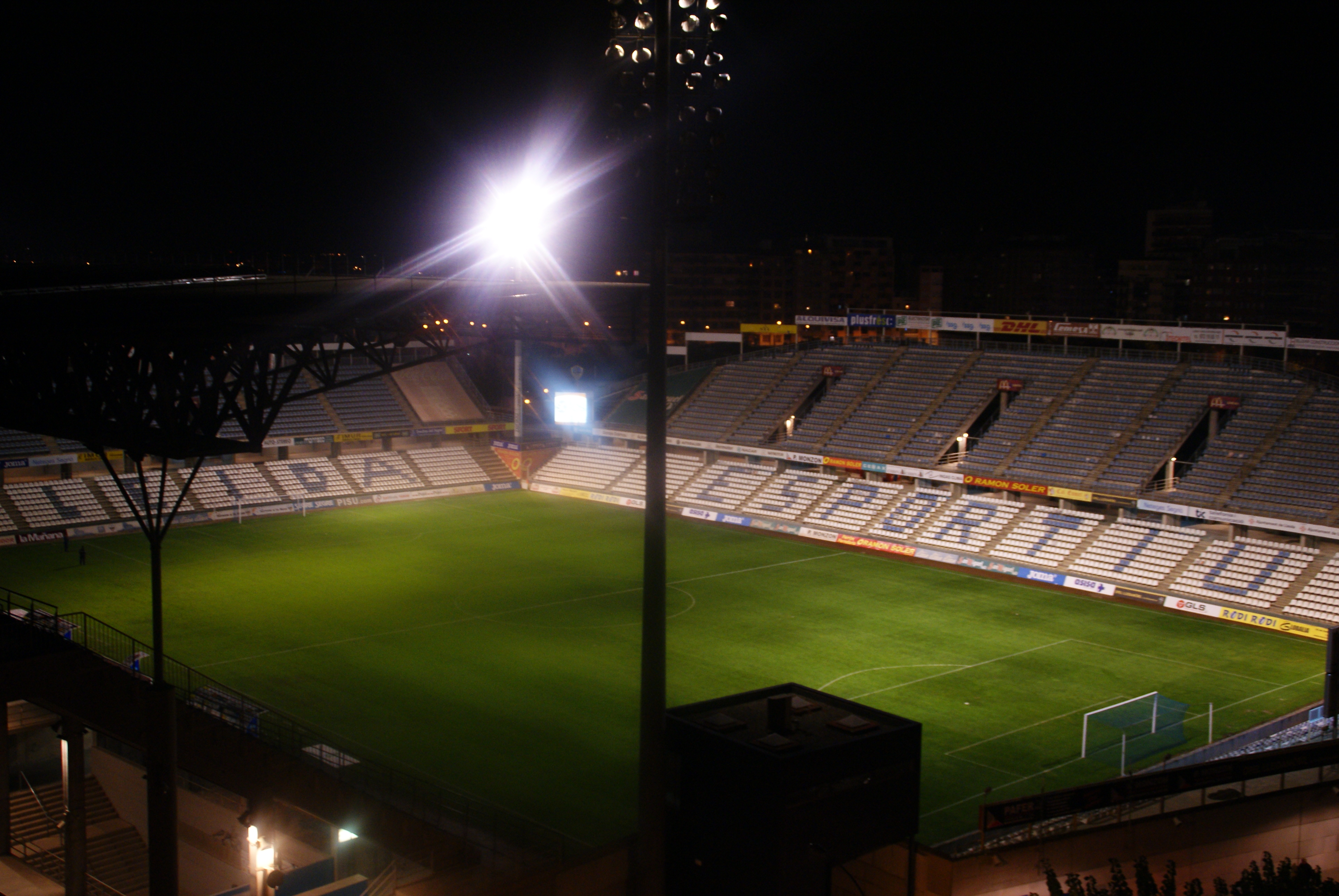
El Camp d'Esports desde la avenida Dr. Fleming

El Camp d'Esports es uno de los campos de fútbol más antiguos de España. Se inauguró el 1 de enero de 1919, y en él jugó uno de los primeros clubes de Lérida, el Joventut FC. Su diseño corrió a cargo del arquitecto leridano Adolfo Florensa. Además de fútbol, el campo ha albergado otros deportes.
Tras la desaparición de Joventut F. C. fue el F. C. de Lleida el cual pasó a disputar sus partidos en el «Camp d'Esports». Otros equipos como el C. I. Lleida, O. S. Calaveras, C. D. Joventut, C. D. Leridano y Lérida Balompié también lo hicieron en etapas posteriores.
Tras la fusión de los dos últimos conjuntos en 1947, que dio origen a la UE Lleida, el recinto futbolístico inició un periodo de reformas que culminó en la temporada 1993-94, cuando se homologó a las normas de la Liga de Fútbol Profesional con medidas de seguridad, iluminación y eliminación de las localidades sin asiento.
Actualmente el campo sigue abierto, y en él juega sus partidos el Lleida Esportiu.

## Datos del club
- Temporadas en Primera División: 0
- Temporadas en Segunda División: 0
- Temporadas en Segunda División B: 9 (2011-12 a 2019-20)
- Mayor goleada conseguida: Atlético Baleares 0-6 Lleida Esportiu (03-04-2016)
- Mayor goleada encajada: Villarreal B 5-1 Lleida Esportiu (03-10-2015)
- Mejor puesto en la liga: 3.º (Temporada 2013-2014)
- Peor puesto en la liga: 8.º (Temporada 2016-2017)
- Máximo goleador: Jaime Mata (33)
- Más partidos disputados: Óscar Rubio Fauria (265)

## Temporadas
| Temporada | Categoría | Posición  | Copa del Rey |
| --------- | --------- | --------- | ------------ |
| 2011-12   | 2.ª B     | 7.º       | 1.ª ronda    |
| 2012-13   | 2.ª B     | 4.º       | 2.ª ronda    |
| 2013-14   | 2.ª B     | 3.º       | 1-16         |
| 2014-15   | 2.ª B     | 5.º       | 2.ª ronda    |
| 2015-16   | 2.ª B     | 4.º       | 2.ª ronda    |
| 2016-17   | 2.ª B     | 8.º       | 2.ª ronda    |
| 2017-18   | 2.ª B     | 7.º       | 1-8          |
| 2018-19   | 2.ª B     | 6.º       | 3.ª ronda    |
| 2019-20   | 2.ª B     | 5.º       | 1.ª ronda    |
| 2020-21   | 2.ª B     | 7.º / 4.º | 1.ª ronda    |
| 2021-22   | 2.ª RFEF  | 5.º       |              |
| 2022-23   | 2.ª Fed.  | 9.º       | 1.ª ronda    |
| 2023-24   | 2.ª Fed.  | 5.º       |              |

## Palmarés

### Torneos amistosos
- Copa "Vila de Sant Boi" (13-08-2011) FC Santboià 0-1 Lleida Esportiu
- Trofeu "Pere Felicidad" (18-01-2012) CE Perelló 0-12 Lleida Esportiu
- Trofeo Ciudad de Tarrasa: (2) 2012, 2014